# Sankt-Agnes-Stift

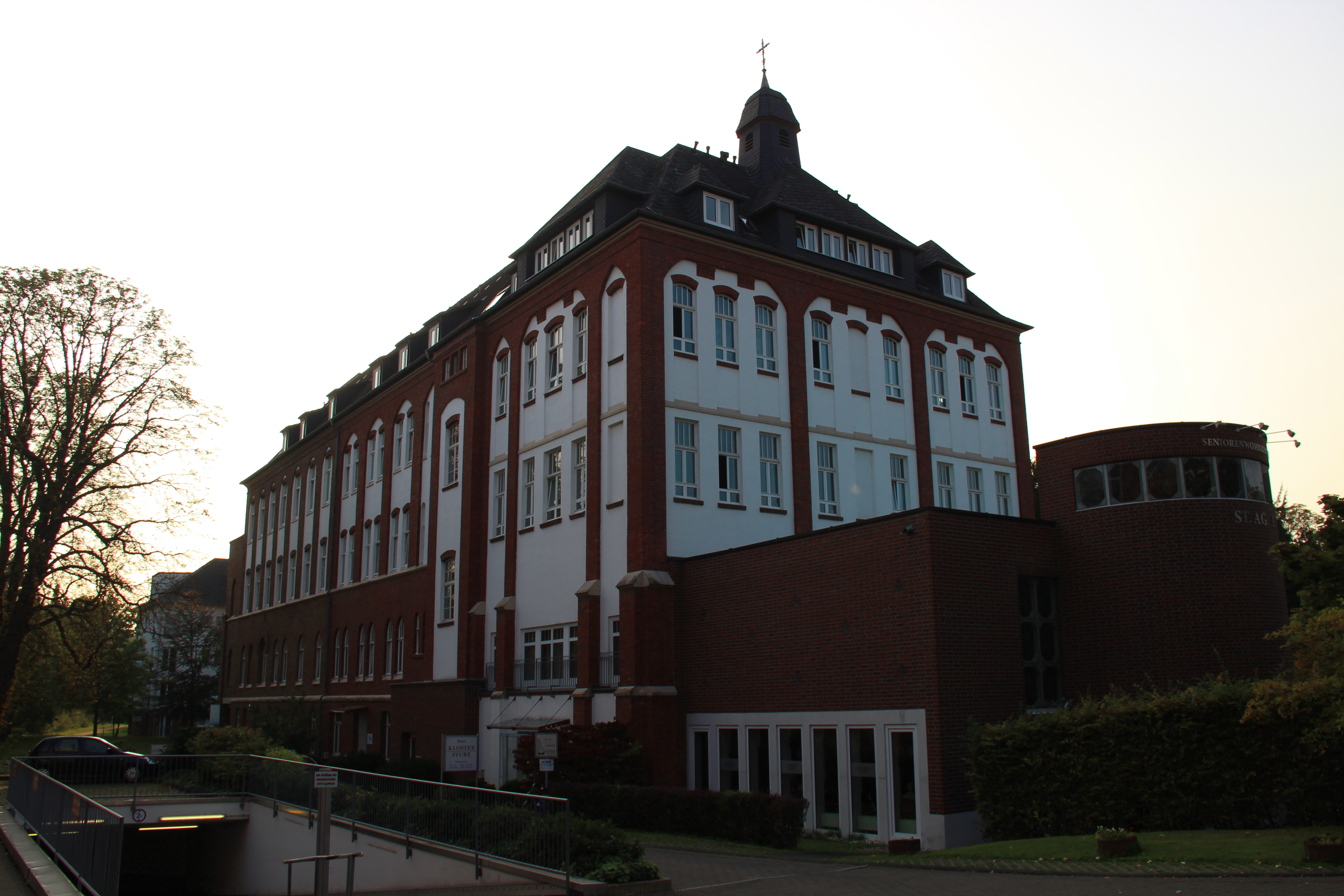
Die zur Graurheindorfer Straße gewandte Stirnseite des früheren Stiftsgebäudes im Jahr 2014

Das Sankt-Agnes-Stift im Bonner Ortsteil Castell war im 20. Jahrhundert eine Erziehungsanstalt für Mädchen. Das 1904 fertiggestellte  Gebäude in der Graurheindorfer Straße 151/151a steht unter Denkmalschutz. Seit dem Jahr 2011 befindet sich hier ein Seniorenheim des Pflegewerks Bonn.

## Geschichte
Ende des 19. Jahrhunderts wurde in Bonn ein Agnes-Verein gegründet, dessen Ziel die Gründung einer Erziehungs- und Haushaltsanstalt war, um „sittlich gefährdeten, weiblichen Personen“ Schutz und Hilfe zu gewähren. Der Verein warb um Mitglieder und Spenden und führte ab 1899 Gartenfeste zum Vermögensaufbau durch. Im Jahr 1902 konnte an der damaligen Rheindorfer Straße ein Grundstück erworben werden. Im Jahr 1904 war der Bau des Anstaltsgebäudes abgeschlossen und aus dem Verein wurde eine Stiftung unter Leitung von Ordensschwestern der in Paderborn beheimateten Kongregation der Schwestern der Christlichen Liebe.
Das in Bonn unter dem Ausdruck „Heim der gefallenen Mädchen“ bekannte Stift nahm zunächst 40 junge Mädchen auf. Im Jahr 1914 lebten bereits 120 Schülerinnen in dem Internat. Sie erhielten Religions- und ab 1910 auch Anstands- und Rechenunterricht. Ab 1917 bezahlte die zuständige Düsseldorfer Fürsorgebehörde an das Stift Pflegegeld in Höhe von 1,15 Mark pro Kopf und Tag. Nach dem Kauf von Waschmaschinen wurde für Bonner Familien Wäsche gewaschen und so zusätzliches Einkommen erzielt.
Während des Ersten Weltkriegs wurde im Stift die Wäsche von zwölf umliegenden Lazaretten gewaschen. Nach dem Krieg kam es zu finanziellen Problemen, da über das Reinigungsgeschäft kaum noch Geld verdient werden konnte; Dank finanzieller Unterstützung von Ordensschwestern aus den Vereinigten Staaten konnte der Anstaltsbetrieb aber aufrechterhalten werden. 1928 wurde das Angebot um einen Kindergarten erweitert. Wichtigstes Unterrichtsfach der Mädchen ab 15 wurde die Hauswirtschaft.
Im Dritten Reich wurde die Anstalt unter Aufsicht der Behörden gestellt. 1939 wurde der Stiftskindergarten geschlossen, 1941 durch die Volkswohlfahrt wieder eröffnet. Anfang 1945 fanden auch obdachlose Familien Asyl. Die Bombenangriffe im Winter 1944 beschädigten das Gebäude kaum. Nach dem Krieg wurde die Ausbildungstätigkeit fortgesetzt, die Schlafsäle wurden 1955 zu Wohn- und Schlafzimmern umgebaut. Ab 1957 wurde in den Berufsbildern Hauswirtschafterin, Damen- und Wäscheschneiderin, Büglerin, Beiköchin und Stenotypistin ausgebildet. Im Jahr 1990 lebten nur noch 45 Mädchen in der Anstalt, die am 31. Juli 1996 aufgelöst wurde.
Nach einem Umbau betrieb die Diakonie Michaelshoven im ehemaligen Anstaltsgebäude ein Seniorenheim unter dem Namen St. Agnes Domizil. Nach einem Rückgang der Auslastung musste der Betrieb im Juni 2009 eingestellt werden; zu dem Zeitpunkt lebten noch 40 Senioren im Haus. Seit dem Jahr 2011 unterhält die Pflegewerk Bonn gGmbH hier ein Seniorenheim (Haus St. Agnes) mit insgesamt 80 Plätzen, die auf 64 Einzel- und 8 Doppelzimmer verteilt sind. In der ehemaligen Kapelle des Stiftes befindet sich das Restaurant.